# Tom Sizemore
Tom Sizemore (Detroit, 1961. november 29. – Burbank vagy Los Angeles, 2023. március 3.) amerikai színész és producer. 
Egyik legismertebb szerepe Horvath őrmester Steven Spielberg Oscar-díjas Ryan közlegény megmentése  című háborús filmjéből, de rengeteg más filmben is látható volt, pl: Született július 4-én, Harley Davidson and the Marlboro Man, Az 57-es utas, Tiszta románc, Született gyilkosok, Ilyen a boksz, A Sólyom végveszélyben, A vörös bolygó, Strange Days – A halál napja, Pearl Harbor, Szemtől szemben, valamint a GTA Vice City című videójátékban ő adta Sonny Forelli hangját. A Twin Peaks tv-sorozatban is szerepelt 2017-ben.
2023 februárjában agyi aneurizma miatt került kórházba. Március 3-án kapcsolták le a gépekről, nem volt esély arra, hogy a kómából felébredjen.

## Életpályája
Római katolikus vallású, édesanyja ombudsman volt, édesapja pedig ügyvéd és filozófiaprofesszor.

## Válogatott filmográfia

### Film
| Év   | Magyar cím                                       | Eredeti cím                                         | Szerep                    | Magyar hang          |
| ---- | ------------------------------------------------ | --------------------------------------------------- | ------------------------- | -------------------- |
| 1989 | A bosszú börtönében                              | Lock Up                                             | Dallas                    | Balkay Géza          |
| 1989 | Keserű ébredés                                   | Rude Awakening'                                     | Ian                       |                      |
| 1989 |                                                  | Penn & Teller Get Killed                            | rabló                     |                      |
| 1989 | Született július 4-én                            | Born on the Fourth of July                          | veterán                   |                      |
| 1990 |                                                  | A Matter of Degrees                                 | Zeno Stefanos             |                      |
| 1990 | Kék acél                                         | Blue Steel                                          | gyapjúsapkás rabló        | Galambos Péter       |
| 1991 | Intruderek támadása                              | Flight of the Intruder                              | bokszoló                  | Bozsó Péter          |
| 1991 | Feketelistán                                     | Guilty by Suspicion                                 | Ray Karlin                | Csonka András        |
| 1991 | Feketelistán                                     | Guilty by Suspicion                                 | Ray Karlin                | Tóth Roland          |
| 1991 | Holtpont                                         | Point Break                                         | Deets DEA-ügynök          | Varga Tamás          |
| 1991 | Holtpont                                         | Point Break                                         | Deets DEA-ügynök          | Kapácsy Miklós       |
| 1991 | Harley Davidson és a Marlboro Man                | Harley Davidson and the Marlboro Man                | Chance Wilder             | Forgács Péter        |
| 1991 | Harley Davidson és a Marlboro Man                | Harley Davidson and the Marlboro Man                | Chance Wilder             | Oberfrank Pál        |
| 1991 | Ahol alvó kutyák hevernek                        | Where Sleeping Dogs Lie                             | Eddie Hale                | Malcsiner Péter      |
| 1992 |                                                  | Love Is Like That                                   | Lenny                     |                      |
| 1992 | Az 57-es utas                                    | Passenger 57                                        | Sly Delvecchio            | Balázsi Gyula        |
| 1993 | Légy résen!                                      | Watch It                                            | Danny                     | Józsa Imre           |
| 1993 | Lelkük rajta                                     | Heart and Souls                                     | Milo Peck                 | Galambos Péter       |
| 1993 | Tiszta románc                                    | True Romance                                        | Cody Nicholson nyomozó    | Gesztesi Károly      |
| 1993 | Árral szemben                                    | Striking Distance                                   | Danny Detillo             | Zalán János          |
| 1993 | Árral szemben                                    | Striking Distance                                   | Danny Detillo             | Rajkai Zoltán        |
| 1994 | Wyatt Earp                                       | Wyatt Earp                                          | Bat Masterson             | Csuja Imre           |
| 1994 | Született gyilkosok                              | Natural Born Killers                                | Jack Scagnetti nyomozó    | Csuja Imre           |
| 1995 | Strange Days – A halál napja                     | Strange Days                                        | Max Peltier               | Haás Vander Péter    |
| 1995 | Kék ördög                                        | Devil in a Blue Dress                               | DeWitt Albright           | Barbinek Péter       |
| 1995 | Szemtől szemben                                  | Heat                                                | Michael Cheritto          | Galbenisz Tomasz     |
| 1997 | A Bestia                                         | The Relic                                           | Vincent D'Agosta hadnagy  | Barbinek Péter       |
| 1998 | Ryan közlegény megmentése                        | Saving Private Ryan                                 | Mike Horvath őrmester     | Gesztesi Károly      |
| 1998 | A közellenség                                    | Enemy of the State                                  | Paulie Pintero            | Zágoni Zsolt         |
| 1999 | A Bár                                            | The Florentine                                      | Teddy                     | Sótonyi Gábor        |
| 1999 | Kocsmapárharc                                    | The Match                                           | "Buffalo"                 | Barbinek Péter       |
| 1999 | Holtak útja                                      | Bringing Out the Dead                               | Tom Wolls                 | Csuja Imre           |
| 1999 | Ilyen a boksz                                    | Play It to the Bone                                 | Joe Domino                | Szombathy Gyula      |
| 2000 | Get Carter                                       | Get Carter                                          | Les Fletcher (hangja)     | Kárpáti Levente      |
| 2000 | A vörös bolygó                                   | Red Planet                                          | Dr. Quinn Burchenal       | Harmath Imre         |
| 2001 | Pearl Harbor – Égi háború                        | Pearl Harbor                                        | Earl Sistern őrmester     | Faragó András        |
| 2001 | Másodpercekre a haláltól                         | Ticker                                              | Ray Nettles nyomozó       | Berzsenyi Zoltán     |
| 2001 | A Sólyom végveszélyben                           | Black Hawk Down                                     | Danny McKnight ezredes    | Szabó Sipos Barnabás |
| 2002 | Totál káosz                                      | Big Trouble                                         | "Snake" Dupree            | Gesztesi Károly      |
| 2002 | Svindli                                          | Swindle                                             | Seth George               | Gesztesi Károly      |
| 2003 | Pauly Shore halott                               | Pauly Shore Is Dead                                 | önmaga                    | Faragó András        |
| 2003 | Álomcsapda                                       | Dreamcatcher                                        | Owen Underhill hadnagy    | Szabó Sipos Barnabás |
| 2004 | Paparazzi                                        | Paparazzi                                           | Rex Harper                | Berzsenyi Zoltán     |
| 2005 |                                                  | Born Killers                                        | Dad                       |                      |
| 2005 |                                                  | No Rules                                            | Kain Diamond              |                      |
| 2006 | Út a világ végére                                | Zyzzyx Road                                         | Joey                      |                      |
| 2006 | Sötét emlékek                                    | Ring Around the Rosie                               | Pierce                    | Barabás Kiss Zoltán  |
| 2006 | Repesz                                           | Splinter                                            | Cunningham nyomozó        | Csuja Imre           |
| 2006 |                                                  | The Genius Club                                     | Armand                    |                      |
| 2007 |                                                  | Bottom Feeder                                       | Vince Stoker              |                      |
| 2007 | Börtön a pokolban                                | Furnace                                             | Frank Miller              | Németh Gábor         |
| 2008 |                                                  | American Son                                        | Dale                      |                      |
| 2008 | Sky Kids – Az ég lovagjai                        | The Flyboys                                         | Angelo Esposito           |                      |
| 2008 | Bosszú                                           | Red                                                 | Michael McCormack         | Rosta Sándor         |
| 2008 | Az utolsó lövés                                  | The Last Lullaby                                    | Price                     |                      |
| 2008 | Stiletto                                         | Stiletto                                            | "Large" Bills             | Rosta Sándor         |
| 2008 |                                                  | Toxic                                               | Van Sant                  |                      |
| 2009 | Szeleburdi szuperhősök                           | Super Capers                                        | Roger Cheatem             |                      |
| 2010 |                                                  | Big Money Rustlas                                   | önmaga                    |                      |
| 2010 | Az árnyékvadász                                  | Shadows in Paradise                                 | Bunker ezredes            | Mihályi Győző        |
| 2011 |                                                  | Black Gold                                          | Brandano nyomozó          |                      |
| 2011 | A Kereszt – Ha eljön a vég                       | Cross                                               | Nitti nyomozó             | Harmath Imre         |
| 2011 |                                                  | Suing the Devil                                     | Tony "The Hip" Anzaldo    |                      |
| 2011 | Drogkartell                                      | El Cartel de los Sapos                              | Sam Mathews DEA-ügynök    | Kőszegi Ákos         |
| 2013 | Hősök szakasza                                   | Company of Heroes                                   | Dean Ransom hadnagy       | Schneider Zoltán     |
| 2013 | Trükkös befektetés                               | Chlorine                                            | Ernie                     | Beratin Gábor        |
| 2013 |                                                  | Paranormal Movie                                    | önmaga                    |                      |
| 2013 |                                                  | Before I Sleep                                      | Randy                     |                      |
| 2014 | A 8-as Seal osztag: Az ellenséges vonalak mögött | SEAL Team 8: Behind Enemy Lines                     | Ricks                     | Törköly Levente      |
| 2014 |                                                  | Murder 101                                          | Ridley FBI-ügynök         |                      |
| 2014 |                                                  | Bordering on Bad Behavior                           | Bob                       |                      |
| 2014 | Érj el!                                          | Reach Me                                            | Frank                     | Kőszegi Ákos         |
| 2015 | Betolakodók                                      | The Intruders                                       | Howard Markby             | Harmath Imre         |
| 2015 |                                                  | Night of the Living Dead: Darkest Dawn              | McClelland főnök (hangja) |                      |
| 2016 | Tudatalatti hadviselés                           | Swap                                                | Kyle Norris               | Harmath Imre         |
| 2016 | Határtalan hajsza                                | Crossing Point                                      | Pedro                     |                      |
| 2016 |                                                  | The Bronx Bull                                      | Tony                      |                      |
| 2016 | A bátrak háborúja                                | USS Indianapolis: Men of Courage                    | McWhorter törzszászlós    | Berzsenyi Zoltán     |
| 2017 | A Kereszt háborúja                               | Cross Wars                                          | Frank Nitti nyomozó       | Barbinek Péter       |
| 2017 |                                                  | Atomica                                             | Darius Zek                |                      |
| 2017 |                                                  | Bad Frank                                           | Mickey Duro               |                      |
| 2017 | Mélytorok: A Watergate-sztori                    | Mark Felt: The Man Who Brought Down the White House | Bill Sullivan FBI-ügynök  | Olt Tamás            |
| 2018 | Halálos száguldás                                | Speed Kills                                         | Dwayne Franklin           | Barbinek Péter       |
| 2019 |                                                  | Wish Man                                            | Mason őrmester            |                      |
| 2019 |                                                  | Cross 3                                             | Frank Nitti nyomozó       |                      |
| 2020 |                                                  | C.L.E.A.N.                                          | Mr. Wilkens               |                      |
| 2022 |                                                  | The Legend of Jack and Diane                        | Parker nyomozó            |                      |

### Televízió
| Év        | Magyar cím                               | Eredeti cím                          | Szerep                          | Megjegyzések                                                 |
| --------- | ---------------------------------------- | ------------------------------------ | ------------------------------- | ------------------------------------------------------------ |
| 1989      |                                          | Gideon Oliver                        | Paul Slocum                     | 1 epizód                                                     |
| 1989–1990 |                                          | China Beach                          | Vinnie Ventresca őrmester       | visszatérő szereplő (3. évad)                                |
| 1990      |                                          | Against the Law                      | Rainey Fults                    | 1 epizód                                                     |
| 1992      | Elfeledett győzelmek                     | An American Story                    | Jesse Meadows                   | tévéfilm                                                     |
| 1998      | A maffia tanúja                          | Witness to the Mob                   | John Gotti                      | - tévéfilm - magyar hangja: - Németh Gábor                   |
| 1999      | Tanúvédelem                              | Witness Protection                   | Bobby "Bats" Batton             | - tévéfilm - magyar hangja: - Kőszegi Ákos                   |
| 2001      |                                          | The Directors                        | önmaga                          | 1 epizód                                                     |
| 2002      |                                          | Reel Comedy                          | Himself                         | 1 epizód                                                     |
| 2002      | Az igazság ligája                        | Justice League                       | Rex Mason / Metamorpho (hangja) | 2 epizód                                                     |
| 2002      | Apám bűnei                               | Sins of the Father                   | Tom Cherry                      | tévéfilm                                                     |
| 2002–2003 | Gyilkossági csoport                      | Robbery Homicide Division            | Sam Cole hadnagy                | főszereplő                                                   |
| 2004      | Bukott hazárdőr                          | Hustle                               | Pete Rose                       | tévéfilm                                                     |
| 2004      | Dr. Vegas – A szerencsedoki              | Dr. Vegas                            | Vic Moore                       | főszereplő                                                   |
| 2007      |                                          | Shooting Sizemore                    | önmaga                          | főszereplő                                                   |
| 2007      |                                          | Head Case                            | önmaga                          | 2 epizód                                                     |
| 2007      | Viharok vihara                           | Superstorm                           | Katzenberg                      | - minisorozat (3 epizód) - magyar hangja: - Berzsenyi Zoltán |
| 2008      | CSI: Miami helyszínelők                  | CSI: Miami                           | Kurt Rossi                      | 1 epizód                                                     |
| 2008–2009 | Ütközések                                | Crash                                | Adrian Cooper nyomozó           | főszereplő (1. évad)                                         |
| 2009      | Terepen                                  | Southland                            | Timmy Davis                     | 1 epizód                                                     |
| 2010      | Celeb rehabilitáció Dr. Drew-val         | Celebrity Rehab with Dr. Drew        | önmaga                          | főszereplő (3. évad)                                         |
| 2010      |                                          | Celebrity Rehab Presents Sober House | önmaga                          | főszereplő (2. évad)                                         |
| 2010      | Törtetők                                 | Entourage                            | önmaga                          | 1 epizód                                                     |
| 2010      | Felhőtlen Philadelphia                   | It's Always Sunny in Philadelphia    | Byron a kamionos                | 1 epizód                                                     |
| 2010      |                                          | P Lo's House                         | önmaga                          | tévéfilm                                                     |
| 2011–2012 | Hawaii Five-0                            | Hawaii Five-0                        | Vince Fryer százados            | visszatérő szereplő (2. évad)                                |
| 2012      | Észlelés                                 | Perception                           | Bobby Lonergan                  | 1 epizód                                                     |
| 2012–2015 | Esküdt ellenségek: Különleges ügyosztály | Law & Order: Special Victims Unit    | Lewis Hoda                      | 2 epizód                                                     |
| 2013      |                                          | Dr. Phil                             | önmaga                          | 1 epizód                                                     |
| 2014      |                                          | Dark Haul                            | Knicks                          | tévéfilm                                                     |
| 2014–2015 |                                          | The Red Road                         | Jack Kopus                      | visszatérő szereplő (7 epizód)                               |
| 2015      |                                          | Exit Strategy                        | Jonathan Marks                  | tévéfilm                                                     |
| 2016      | Lucifer az Újvilágban                    | Lucifer                              | Hank Cutter                     | 1 epizód                                                     |
| 2016      |                                          | Undercover                           | Rogers százados                 | 1 epizód                                                     |
| 2016–2017 |                                          | Shooter                              | Hugh Meachum                    | 6 epizód                                                     |
| 2017      | Twin Peaks                               | Twin Peaks                           | Anthony Sinclair                | 6 epizód                                                     |
| 2023      |                                          | Barbee Rehab                         | Dr. Tom                         | főszereplő                                                   |